# Konami Suzume 〜 TwinBee Taisen-ban 〜
Konami Suzume 〜 TwinBee Taisen-ban 〜 (コナミ雀〜ツインビー対戦版〜 Konami suzume 〜 tsuinbī taisen-ban 〜?) es un videojuego móvil de mahjong, de la saga TwinBee para teléfonos móviles, desarrollado por Konami y publicado el 6 de mayo de 2003 solamente en Japón. Es la decimotercera en la saga (siendo unos Spin-off como TwinBee: Rainbow Bell Adventure, TwinBee: Taisen Puzzle Dama, TwinBee PARADISE in Donburishima, TwinBee RPG y Pastel Jan) y Es Parte de la Serie Konami Taisen Colosseum.

## Personajes
- TwinBee
- WinBee
- GwinBee
- Dr. Cinnamon
- Dr. Warumon